# Дашиъл Хамет
Самюъл Дашиъл Хамет (на английски: Samuel Dashiell Hammett) е американски автор на детективски романи и разкази.
Сред най-дълголетните и известни негови герои са Сам Спейд („Малтийският сокол“), Ник и Нора Чарлс („Кльощавият“) и безименният агент от детективско бюро „Континеншъл“ („Алена жътва“). В допълнение към неговото голямо влияние върху филмовата индустрия, Хамет е смятан за един от създателите на класическия детективски роман.

## Биография
Хамет се ражда в Южен Мериленд. Негови родители са Ричард Томас Хамет и Ани Бонд Дашиъл (майка му е от стар мерилендски род, чието име е американизирана версия на френското Да Шел). Израства във Филаделфия и Балтимор. Сам, както е познат преди да започне да пише, напуска училище едва 13-годишен, преминава през разнообразни длъжности и работи за детективска кантора от 1915 до 1921 година, с прекъсване през Първата световна война.
В Монтана на Хамет е отправено предложение за 5000 долара, за да убие Франк Литъл, радикален водач на организацията на индустриалните работници. Хамет отказва, но въпреки това Литъл е линчуван от маскирани мъже.
През Първата световна война Хамет постъпва в американската армия. Там се заразява с испански грип, последван от туберкулоза, и прекарва остатъка от войната по болници в САЩ. Жени се за медицинската сестра Джоузефин Доулан през 1921 г. Имат две дъщери: Мери Джейн, родена през 1921, и Джоузефин, родена през 1926. Разделя се с жена си скоро след раждането на второто дете, но продължава да я подкрепя с доходите от писането си.
Пропива се и започва да се занимава с реклама и писане, вдъхновено от работата му в детективската кантора.

### Романи
- The Sardonic Star of Tom Doody (1923) – като Питър Колинсън
- Red Harvest (1929)
Алена жътва, изд.: „Хр. Г. Данов“, Пловдив (1983, 1990), изд.: ИК „Хермес“, Пловдив (2002), изд.: ИК „Изток-Запад“, София (2018), прев. Иван Янков, Павлина Жулева
- The Maltese Falcon (1930)
Малтийският сокол, в Романи, изд.: „Народна култура“, София (1983, 1991), изд.: ИК „Хермес“, Пловдив (2003), прев. Жечка Георгиева
- The Dain Curse (1931)
Прокълната кръв, в Романи, изд.: „Народна култура“, София (1983, 1991), прев. Жечка Георгиева
Проклятието на Дейн, изд.: ИК „Колибри“, София (2014), прев. Жечка Георгиева
- The Glass Key (1931)
Стъкленият ключ, изд.: „Георги Бакалов“, Варна (1983), изд. „Петриков“ (1994), изд. Litus (2015), София, прев. Борис Миндов
- Woman in the Dark (1933)
- The Thin Man (1934)
Кльощавият, в Романи, изд.: „Народна култура“, София (1983, 1991), изд.: „Дамян Яков“ (2005), прев. Жечка Георгиева
- They Can Only Hang You Once (1944)
- The Creeping Siamese (1950)
- Nightmare Town (1950)
Два остри ножа, изд. „Кронос“ (2004), прев. Тодор Кенов

### Серия „Голямото ужилване“ (Big Knockover)
1. The Gatewood Caper (1923)
2. The Scorched Face (1925)
3. Corkscrew (1925), Тирбушон
4. The Gutting of Couffignal (1925)
5. The Big Knockover (1927) – издаден и като „$106,000 Blood Money“, 106 000 кървави долара
6. This King Business (1928)
Кралски бизнес, изд. „Кронос“ (1998), прев. Мая Калоферова, Рада Попова
7. Fly Paper (1929)

- The Big Knockover: and Other Stories (1966)
Голямото ужилване, в Романи, изд.: „Народна култура“, София (1983), Мъртви китайки, „Кронос“, София (1996, 2002), прев. Мая Калоферова (съдържа: Голямото ужилване; Кралски бизнес; 106 000 кървави долара; Мъртви китайки; Тирбушон и др.)

### Серия „Детектив от „Континентъл“ (Continental Op)
1. The Tenth Clew (1924)
2. The House on Turk Street (1924)
3. The Golden Horseshoe (1924)
4. The Whosis Kid (1925)
5. The Main Death (1927)
6. The Farewell Murder (1930)

- $106,000 Blood Money (1943) или Blood Money (1944, 1951) – съдържа "The Big Knockover" и "$106,000 Blood Money".
- The Continental Op (1945, 146, 1949) – съдържа четири Continental Op разказа
- The Return of the Continental Op (1945, 1947) – съдържа други четири Continental Op разказа
- The Continental Op (1970) – съдържа седем разказа
Детектив от „Континентъл“, изд. „Лъчезар Минчев“ (1997), прев. Георги Шарабов
- The Big Book of the Continental Op (2017) – съдържа всички разкази и две серийни повести плюс непубликуван фрагмент

### Сборници с повести и разкази
- The Adventures of Sam Spade (1944); They Can Only Hang You Once and Other Stories (1949) – препечатка;  A Man Called Spade and Other Stories (1945, 1950, 1952) – без два разказа
- Hammett Homicides (1946, 1948) – шест разказа, четири от които – от Continental Op
- Dead Yellow Women (1947, 1949, 1950) – шест разказа, четири от които – от Continental Op
- Nightmare Town (1948, 1950, 1999) – четири разказа, два от които – от Continental Op
- The Creeping Siamese (1950, 1951) – шест разказа, три от които – от Continental Op
- Woman in the Dark (1951, 1988) – съдържа три дълги разказа
- A Man Named Thin (1962) – сборник от шест разказа, един от които – от Continental Op
- The Big Knockover (1966) – включва незавършената повест Tulip
- Crime Stories and Other Writings (2001)
- Lost Stories (2005) – съдържа 21 разказа, някои неиздавани
- Vintage Hammett (2005) – съдържа девет разказа от Sam Spade, Nick and Nora Charles, и The Continental Op
- The Hunter and Other Stories (2013) – съдържа неиздавани разкази и пиеси
- The Black Lizard Big Book of Black Mask Stories (2010)
- Collected Stories: Volume 1: 1922–1924 (2025)
- Collected Stories: Volume 2: 1924–1925 (2025)

### Документалистика
- Selected Letters of Dashiell Hammett (2001)
- The Crime Wave (2006)